# Даверна, Каролин
Кароли́н Даверна́ (фр. Caroline Dhavernas, род. 15 мая 1978, Монреаль, провинция Квебек, Канада) — канадская актриса.

## Биография
Каролин Даверна родилась в Монреале, Квебек. Её отец — канадский актёр Себастьян Даверна, мать — канадская актриса Мишель Делорьер.
В возрасте восьми лет Даверна озвучила героя мультфильма, а через четыре года дебютировала в кино, снявшись в эпизодической роли. В 1991 году Каролин появилась на телеэкранах в сериале Marilyn. В 1993 году она снялась в фильме «Мыс отчаянья», и вплоть до 2000-х годов она снималась в основном в проектах на французском языке. 
В 2001 году Даверна снялась в главной роли в телефильме «Мэрилин Белл», для этой роли она несколько месяцев тренировалась с профессиональными пловцами, чтобы максимально точно сыграть свою героиню. В том же году она появилась в молодёжной драме «Вас не догонят» и комедии «Отмороженные». В 2002 году Каролин снялась в фильме «На грани безумия». Также она снималась в сериале «Чудопад» (2004), фильмах «Девчонки» и «Мотель „Ниагара“» (2005) и мини-сериале «Тихий океан».
В 2010 году Даверна сыграла роль Полин в фильме «Больше, чем друг», а в 2011 году одну из главных ролей Лили Бренне в сериале «Без координат». В 2013—2015 годах Каролин играла роль доктора Аланы Блум в сериале «Ганнибал». В 2017—2019 годах она исполняла главную роль в телесериале «Мэри убивает людей».

## Фильмография
| Год       |    | Русское название                           | Оригинальное название                         | Роль                |
| --------- | -- | ------------------------------------------ | --------------------------------------------- | ------------------- |
| 1993      | ф  | Мыс отчаянья                               | Cap Tourmente                                 | Валери Хуот         |
| 2001      | ф  | Вас не догонят                             | Lost and Delirious                            | Кара                |
| 2001      | тф | Мэрилин Белл                               | Heart: The Marilyn Bell Story                 | Мэрилин Белл        |
| 2002      | с  | Закон и порядок                            | Law & Order                                   | Алиша Милфорд       |
| 2003      | ф  | Чемоданы Тульса Люпера: Моавитская история | The Tulse Luper Suitcases: The Moab Story     | Пешн Хокмайстер     |
| 2003      | ф  | Чемоданы Тульса Люпера: Антверпен          | The Tulse Luper Suitcases: Antwerp            | Пешн Хокмайстер     |
| 2004      | с  | Чудопад                                    | Wonderfalls                                   | Джей Тайлер         |
| 2005      | ф  | Мотель «Ниагара»                           | Niagara Motel                                 | Лоретта             |
| 2005      | ф  | Девчонки                                   | These Girls                                   | Кира Сент-Джордж    |
| 2005      | ф  | Жизнь в чемоданах                          | A Life in Suitcases: A History of Tulse Luper | Пешн Хокмайстер     |
| 2006      | ф  | Смерть Супермена                           | Hollywoodland                                 | Кит Холлидей        |
| 2007      | ф  | Измена                                     | Breach                                        | Джулиана О’Нилл     |
| 2008      | ф  | Пашендаль: Последний бой                   | Passchendaele                                 | Сара Манн           |
| 2009      | ф  | Крик совы                                  | The Cry of the Owl                            | Ники Грейс          |
| 2010      | с  | Закон и порядок: Преступное намерение      | Law & Order: Criminal Intent                  | Майя Силлс          |
| 2010      | с  | Тихий океан                                | The Pacific                                   | Вера Келлер         |
| 2010      | ф  | Больше, чем друг                           | The Switch                                    | Полин               |
| 2010      | ф  | Дьявол                                     | Devil                                         | Эльза Нахай         |
| 2011      | с  | Без координат                              | Off The Map                                   | доктор Лили Бреннер |
| 2012      | ф  | Марс и Апрель                              | Mars et Avril                                 | Апрель              |
| 2013—2015 | с  | Ганнибал                                   | Hannibal                                      | доктор Алана Блум   |
| 2014      | ки | —                                          | Child of Light                                | рассказчик          |
| 2015      | ф  | Запретная комната                          | The Forbidden Room                            | Гонг                |
| 2017—2019 | с  | Мэри убивает людей                         | Mary Kills People                             | доктор Мэри Харрис  |
| 2022—2022 | с  | Билет в один конец                         | Aller Simple                                  | Жюли                |